# Iwan Jankouski
Iwan Michajławicz Jankouski (ros. Иван Янковский; ur. 25 sierpnia 1987 roku w Mińsku) – białoruski zapaśnik walczący w stylu wolnym. Wicemistrz świata w 2018. Zdobył brązowy medal na mistrzostwach Europy w 2012 i 2014 oraz srebrny w 2016. Brązowy medalista igrzysk wojskowych w 2015. Wojskowy wicemistrz świata w 2010 i trzeci w 2016 i 2018. Ósmy na Uniwersjadzie w 2013. Trzeci i dwunasty w Pucharze Świata w 2013; piąty w 2015 i ósmy w 2010. Drugi na Światowych Igrzyskach Sportów Walki w 2013 roku.